# Brojnići
Brojnići es un pueblo de la municipalidad de Pale-Prača, en el cantón de Podrinje Bosnio, Bosnia y Herzegovina.

## Superficie
Posee una superficie de 27 kilómetros cuadrados.

## Demografía
Hasta 2013 la población era de 8,45 habitantes, con una densidad de población de 3,2 habitantes por kilómetro cuadrado.